# Анастасія (фільм)
«Анастасія» (англ. Anastasia) — мелодрама 1956 року, екранізація однойменної французької п'єси Марсель Моррет.

## Сюжет
Події картини розгортаються в Парижі в 1928 році. Генерал Бунін до революції служив в Росії, а тепер управляє нічним клубом у Франції. Одного разу він підбирає на вулиці деяку Ганну Кореву, яка стверджує, що насправді вона, — Анастасія, дочка останнього російського царя Миколи II. Зазнаючи фінансових труднощів, Бунін разом зі своїми партнерами Черновим і Петровим придумує план, як розплатитися з кредиторами — він збирається представити Ганну світському товариству як Анастасію і накласти руку на її величезний спадок.
Через постійні напади амнезії Ганна знаходиться в пригніченому стані й поступається проханню Буніна з'явитися в ролі Анастасії. Під його керівництвом вона удосконалює аристократичні манери й вивчає історію будинку Романових, а потім разом з ним приходить на прийом російських емігрантів. Бунін хоче, щоб присутні поставили свої підписи на документі на знак підтвердження особи. Попри те, що Ганна звертається до колишніх придворних царя по їх прізвиськах, відомих тільки вузькому кругу, і згадує епізоди їх минулого, багато хто вважає, що вона усього лише спритна самозванка, і документ підписує менше половини присутніх.
Бунін відвіз Ганну під ім'ям Ганни Андерсон в Копенгаген, де живе бабуся Анастасії, удовіюча імператриця Марія Федорівна. Імператриця відмовляє Ганні в аудієнції та звинувачує Буніна в корисливих намірах. Коли Ганна зустрічається з Паулем фон Харальдбергом, колишнім нареченим Анастасії й племінником імператриці, Бунін ревнує її. Пауль умовляє тітку випробувати долю, і у результаті вона відвідує Ганну в готелі. Спочатку Марія Федорівна звинувачує її в шахрайстві, але почувши спогади Ганни, відомі тільки їм двом, визнає в ній Анастасію і приймає у свої обійми.
Через декілька тижнів імператриця, Ганна і Пауль — знову в статусі її нареченого — приїжджають в Париж. Там їх чекає скандал. Один репортер оголошує, що насправді вона не дивом вціліла царська дочка, а Ганна Корева, і отримала рани на голові та руках, які допомогли ідентифікувати її особу, не під час розправи революціонерів над членами сім'ї Романових, а під час краху потягу. Далі Бунін признається Ганні, що використав її у своїх цілях. Марія Федорівна помічає, що Бунін любить Ганну і, розуміючи, що його почуття взаємне, допомагає закоханим…

## Цікаві факти
- Фільм знятий за мотивами історії Ганни Андерсон — ця жінка довгі роки стверджувала, що є дочкою останнього російського царя, яка дивом уціліла під час революції.
- У 1949 році роман Інгрід Бергман з італійським режисером Роберто Росселліні трохи не поклав край її кар'єрі в Голлівуді. Блискуче виконана роль Анастасії принесла актрисі другого «Оскара» і відновила її репутацію.
- У 1997 році студія 20th Century Fox знову випустила кіноадаптацію цього сюжету, цього разу у вигляді однойменного повнометражного мультфільму в стилі фільмів компанії Disney.

## Актори фільму
- Інгрід Бергман — Ганна Корева / Анастасія
- Юл Бріннер — генерал Сергій Павлович Бунін
- Гелен Гейс — удовіюча імператриця Марія Федорівна
- Акім Тамірофф — Борис Андрійович Чернов
- Саша Питоєфф[en] — Петро Іванович Петровин
- Іван Десни[en] — князь Пауль фон Харальдберг
- Мартита Хант[en] — баронеса Олена фон Дивенбаум
- Фелікс Айльмер[en] — Чемберлен
- Наталі Шафер — Ірина Лиссемська
- Шэйн — Зенія

## Нагороди
- 1956 — Премія Гільдії кінокритиків Нью-Йорка — краща актриса (Інгрід Бергман)
- 1956 — Премія Національної ради кінокритиків США — кращий актор (Юл Бріннер)
- 1957 — Премія «Оскар» — краща актриса (Інгрід Бергман)
- 1957 — Премія «Золотий глобус» — краща актриса драми (Інгрід Бергман)

## Номінації
- 1957 — Премія «Оскар» — кращий звуковий монтаж
- 1957 — Премія «Золотий глобус» — краща актриса (Хелен Хейс)
- 1958 — Премія BAFTA — кращий сценарій (Артур Лорентс)